# Bouaké FC
Der Bouaké Football Club ist ein ivorischer Fußballverein aus Bouaké. Aktuell spielt der Verein in der ersten  Liga des Landes, der Ligue 1.

## Erfolge
- Ivorischer Zweitligameister (Gruppe A): 2014

## Stadion

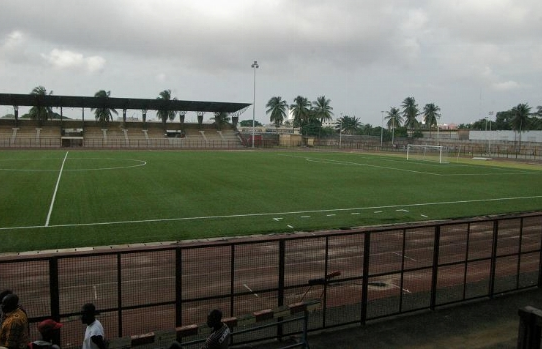
Stade Robert Champroux

Der Verein trägt seine Heimspiele im Stade Robert Champroux in Abidjan aus. Das Stadion hat ein Fassungsvermögen von 20.000 Personen.

## Trainerchronik
| Trainer            | Nation         | von            | bis           |
| ------------------ | -------------- | -------------- | ------------- |
| Dramane Sanou      | Elfenbeinküste | 1. Januar 2015 | 30. Juni 2015 |
| Kouassi Abi Yao    | Elfenbeinküste | 8. März 2020   | 6. März 2022  |
| Soualiho Coulibaly | Elfenbeinküste | 7. März 2022   | heute         |